# Buster (film)
Pour les articles homonymes, voir Buster.
Pour plus de détails, voir Fiche technique et Distribution.
Buster est un film britannique de David Green (en) sorti en 1988, avec Phil Collins et Julie Walters, Larry Lamb (en) et Sheila Hancock. La bande originale comprend deux singles de Collins qui sont en tête du classement Billboard Hot 100.
L'histoire du film est tirée de l'attaque du train postal Glasgow-Londres.

## Synopsis
Buster Edwards (en) (Phil Collins) est un petit criminel de l'East End de Londres en 1963. Son épouse, June (Julie Walters), qui souffre depuis longtemps, le considère comme un voleur adorable. Le film s'ouvre avec Buster marchant dans la rue principale de la ville et pénétrant par effraction dans un magasin pour voler un costume, qu'il porte ensuite à un enterrement. L'inspecteur de police Mitchell (Martin Jarvis), qui se trouve être un ancien ami d'école de Buster et qui souhaite « rester en contact », assiste également aux funérailles. Buster amène Harry (Michael Attwell (en)), qui a été utilisé pour d'autres « boulots » et a récemment purgé 18 mois de prison, pour discuter du prochain « boulot » avec leur chef de file Bruce Reynolds (Larry Lamb (en)). Harry veut faire partie de l'équipe qui envisage de cambrioler un train de la Royal Mail transportant prétendument jusqu'à 1 million de livres sterling en espèces.
Après le braquage, le gang retourne dans sa cachette dans une ferme pour rester hors de vue et partager le butin. Ils découvrent qu'ils ont ainsi volé plus de 3 millions de livres sterling, beaucoup plus que prévu. Ils entendent alors à la radio que la police (dirigée par Mitchell) fouille les fermes et les dépendances dans un rayon de 30 miles (48 km) autour du lieu du vol. Le gang devient nerveux et certains membres veulent retourner immédiatement à Londres par peur d'être découverts, d’autres pensent qu’ils devraient s’en tenir au plan initial et rester là où ils sont.
Le gang décide de retourner à Londres, où ils rencontrent leur « contact », un clerc d'avocat qui, comme le plan initial le prévoit, doit faire en sorte que la ferme soit vidée et entièrement nettoyée. Le contact déclare qu'il présentera les plans et fera le ménage dans les deux à trois prochains jours. Bruce, Buster et Harry ne sont pas satisfaits d'un quelconque retard car ils craignent une découverte imminente, ils retournent donc à la ferme pour faire le travail eux-mêmes. Pendant le voyage, ils entendent à la radio que la cachette de la ferme a été découverte. Ils abandonnent leur projet et retournent à Londres, espérant avoir le temps de s'échapper avec leurs familles. 
Buster rentre chez lui et est effondré de découvrir que June a fait une fausse couche alors qu'il commettait le vol. Elle n'arrive pas à y croire lorsqu'elle apprend son implication dans ce qui a été rapidement surnommé le « casse du siècle. » 
Des hommes politiques, furieux que le gang soit traité comme des antihéros par les journaux, exigent qu'ils soient punis de peines de prison extraordinairement longues et qu'aucune négociation de peine ne soit proposé à aucun des accusés. La plupart des membres du gang sont peu à peu arrêtés par la police. 
Plusieurs mois après le vol, Buster et June restent cachés avec leur jeune fille Nicky (Ellie Beaven (en)) jusqu'à ce qu'ils soient dénoncés par un voisin. Mitchell et de nombreux policiers arrivent trop tard et découvrent qu'ils ont déjà fui. Pendant ce temps, Harry est également arrêté par Mitchell, qui pousse ses supérieurs de proposer à Harry un accord en échange de la révélation de l'endroit où se trouvent Buster et Bruce, mais il refuse. 
Buster s'enfuit à Acapulco, où il rejoint Bruce et sa petite amie Franny (Stephanie Lawrence (en)), qui sont également en fuite et vivent au soleil grâce au butin. June et Nicky arrivent plus tard, malgré la désapprobation de sa mère (Sheila Hancock), et bien que Nicky semble aimer sa nouvelle vie au soleil, June est immédiatement déçue et décide de retourner en Angleterre, bien qu'elle soit consciente que si Buster revient avec eux, il sera emprisonné. Alors il reste à Acapulco après le départ de June, jusqu'à ce qu'il se rende compte (tout en célébrant le Triomphe de l'Angleterre à la Coupe du Monde 1966), qu'avoir de l'argent et du soleil ne signifie rien s'il n'a pas sa famille.
Il retourne alors en Angleterre, sachant qu'il devra faire face à la justice, mais dans l'espoir qu'un accord avec Mitchell pour réduire sa peine de prison sera conclu. Il est rapidement arrêté et condamné à 15 ans de prison. Passant à une date ultérieure après sa libération, Buster est apparemment content et tient un stand de fleurs près du Waterloo Bridge à Londres, mais il brise le quatrième mur et explique au public qu'il a toujours un rêve, alors que lui et June s'éloignent au moment où le générique de fin défile.

## Fiche technique
- Réalisation : David Green (en)
- Scénario : Colin Shindler (en)
- Directeur de la photographie : Tony Imi
- Musique : Anne Dudley
- Chansons de Phil Collins, Lamont Dozier, Carole Bayer Sager et Toni Wine (en)
- Montage : Lesley Walker
- Durée : 91 minutes
- Dates de sortie :
  -  Royaume-Uni : 16 septembre 1988
  -  France : 19 juillet 1989

## Distribution
- Phil Collins : Buster Edwards (en)
- Julie Walters : June Edwards
- Larry Lamb (en) : Bruce Reynolds
- Stephanie Lawrence (en) : Franny Reynolds
- Ellie Beaven (en) : Nicky Edwards
- Ralph Brown : Ronnie Biggs
- Christopher Ellison (en) : George
- Sheila Hancock dans le rôle de Mme Rothery
- Martin Jarvis : Inspecteur Jack Mitchell
- Anthony Quayle : Sir James McDowell
- Michael Attwell (en) : Harry
- Michael Byrne : Poyser
- Clive Wood (en) : Sergent Chalmers
- Harold Innocent (en) : Juge Parry
- Rupert Vansittart : Fairclough
- John Benfield (en) : Jimmy
- John Barrard (en) : Walter
- Carole Collins : Linda
- Amy Shindler : Susan
- David Shindler : David
- Vincenzo Nicoli (en) : membre du gang
- Steve McFadden (en) en tant que membre du gang (non-crédité)

## Musique
Phil Collins a publié deux singles tirés de la bande sonore du film, soit les chansons A Groovy Kind of Love et Two Hearts qui ont été #1 et #6 respectivement dans les charts britanniques. Alors qu'en Amérique, ces deux même chansons ont été numéro un. Phil a aussi coécrit la pièce Loco in Acapulco avec Lamont Dozier et qui a été interprétée par les Four Tops sur la bande originale du film. La chanson Two Hearts a reçu quant à elle une nomination aux Academy Awards pour la Meilleure Chanson Originale, elle a aussi remporté un trophée Grammy pour la "Meilleure Chanson Écrite Spécifiquement pour le Cinéma ou la Télé". Finalement, elle a remporté un trophée Golden Globe pour la Meilleure Chanson Originale, ex aequo avec Let the River Run de Carly Simon.

## Distinctions
Le film a été nommé aux Oscars du cinéma pour la meilleure chanson originale.